# Rue François-Gérard
La rue François-Gérard est une voie du 16e arrondissement de Paris, en France, 

## Situation et accès
La rue François-Gérard est une rue à sens unique orientée nord-sud. Elle aboutit dans la rue de Rémusat, à l'est de place Paul-Beauregard.
Les stations de métro les plus proches sont Mirabeau (ligne 10) et Jasmin (ligne 9).

## Origine du nom

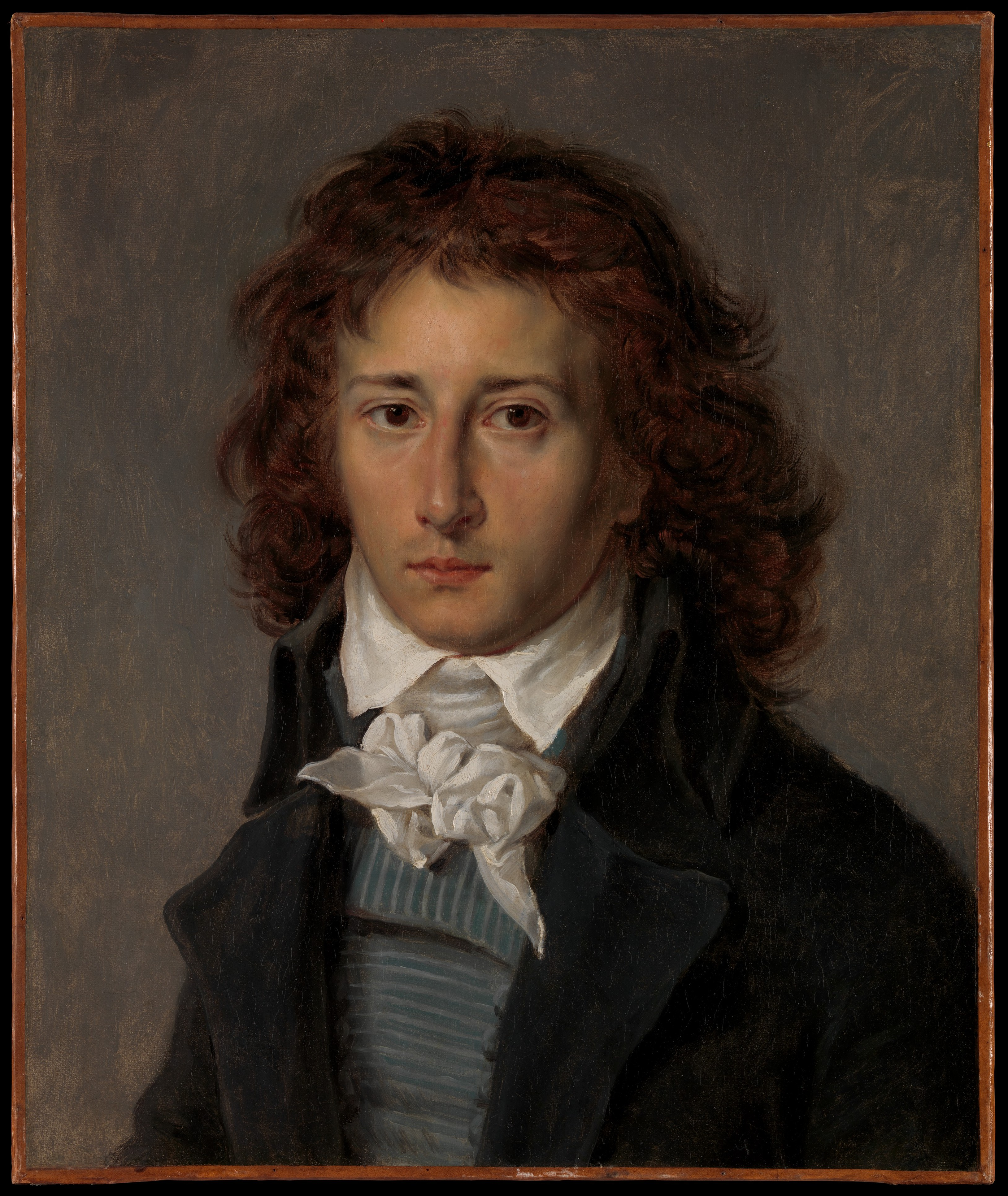
François Gérard.

Elle est nommée en l'honneur du peintre et illustrateur français, le baron François Gérard (Rome, 1770 – Paris, 1837), qui a longtemps habité Auteuil.

## Historique
Elle prend son nom en 1853 et s'appelait précédemment, « rue des Planchettes » ainsi qu'on le voit sur le plan de Roussel datant de 1730. Elle rejoint les rues parisiennes en 1873 à l'occasion du rattachement de la commune d'Auteuil à la municipalité parisienne.
Elle est ensuite scindée en 1973, le tronçon compris entre la rue La-Fontaine et l'avenue Théophile-Gautier prenant à cette occasion le nom de « rue du Père-Brottier ».

## Bâtiments remarquables et lieux de mémoire

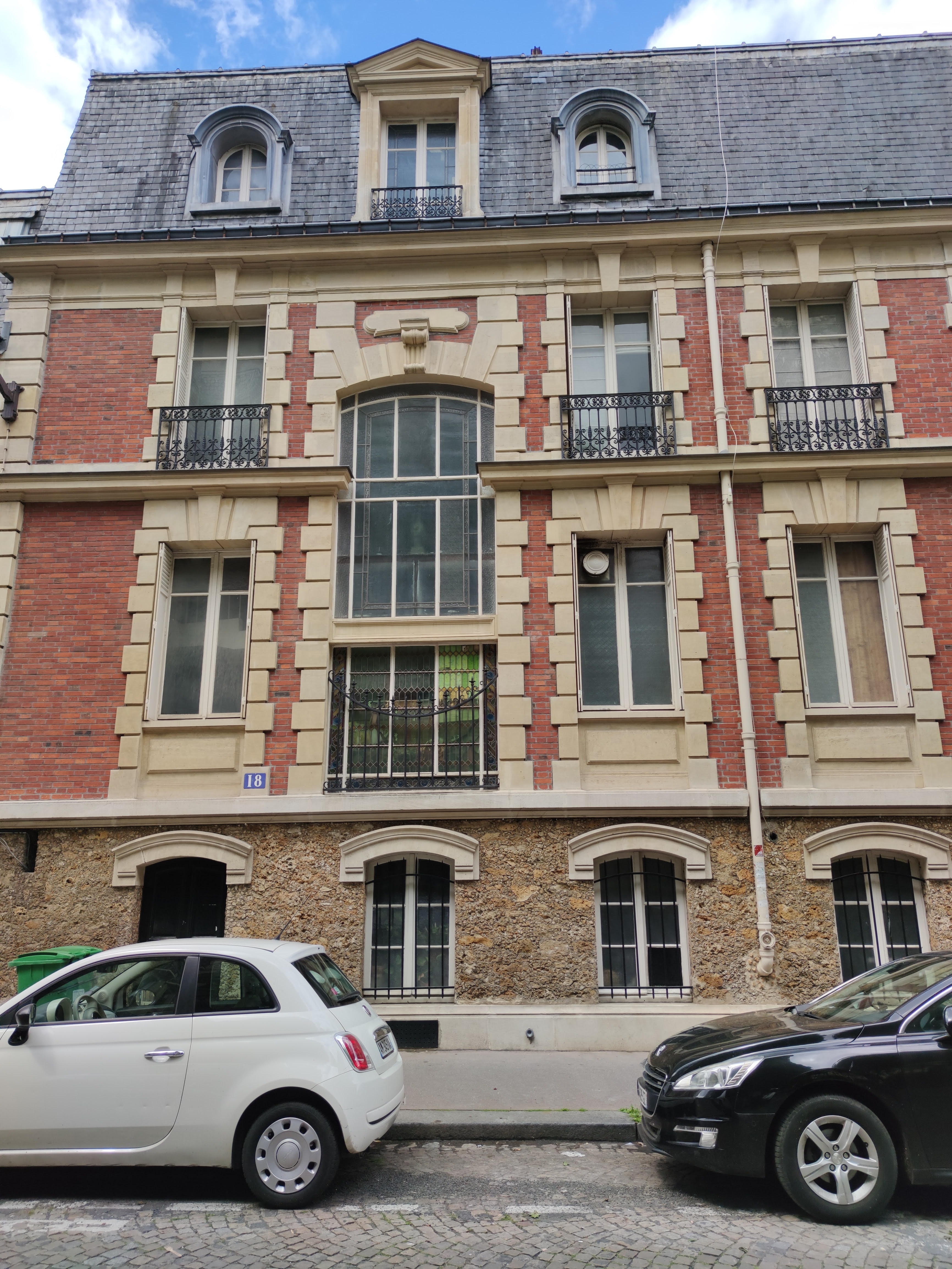
No 18.

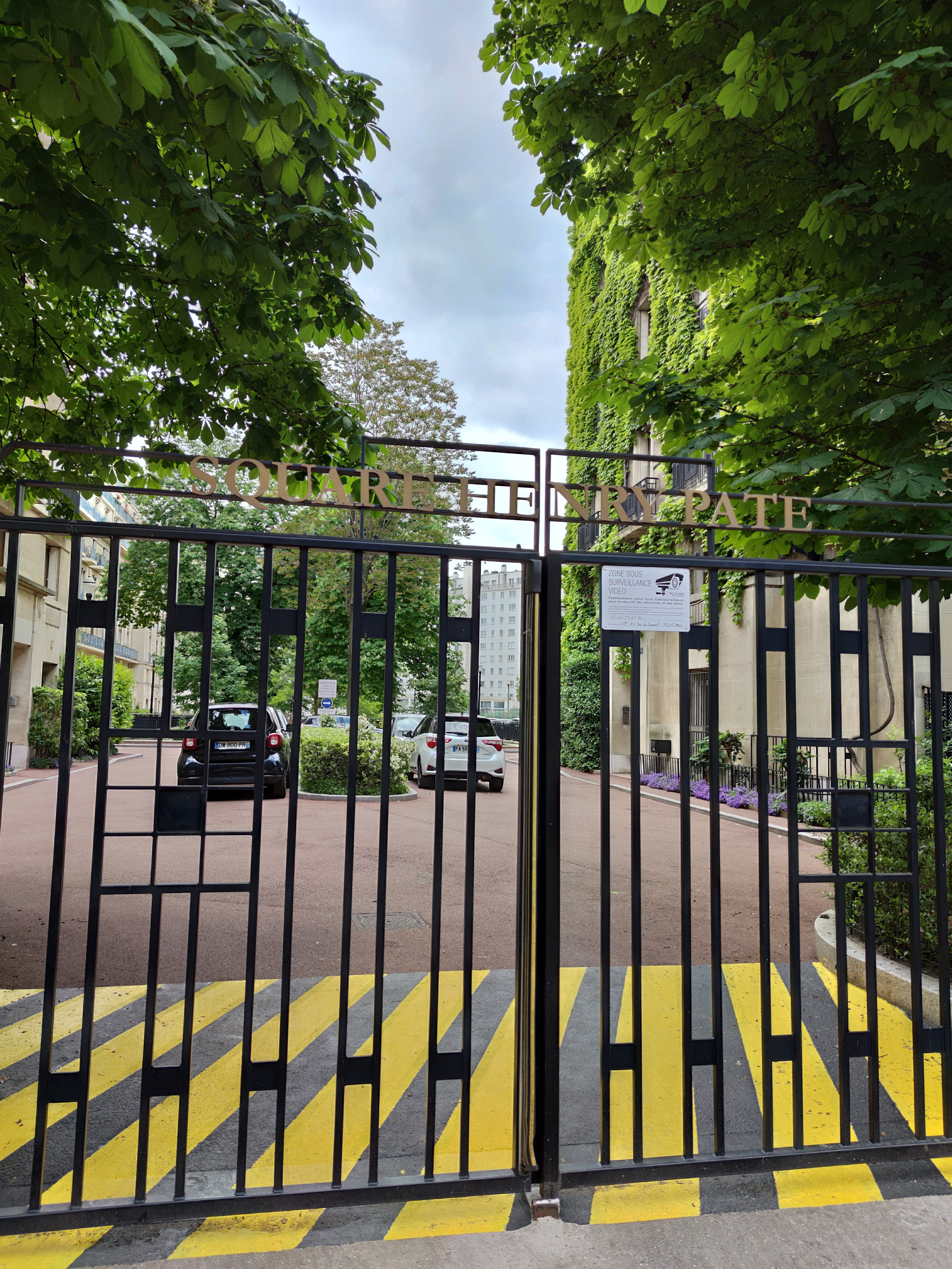
Nos 27-35 : entrée du square Henry-Paté.

- No 18 : bâtiment surélevé d’un étage en 1902[1].
- No 23 : l'ancienne École technique Scientia (jusqu'en 1966) délivrait des diplômes de chimiste ou d'aide bactériologiste, ou préparait à des études de chimiste.
- Nos 23 et 25 (démoli) : en 1894, un « bel hôtel de construction récente et confortablement aménagé » est en vente à cette adresse avec une mise à prix fixée à 150 000 francs[2].
- Nos 27-35 : entrée du square Henry-Paté.
- No 39 : église de la Très-Sainte-Trinité de Paris[3].